# The Tennessean
The Tennesseean es un periódico del estado de Tennessee, Estados Unidos. Su sede se encuentra en Nashville.

## Historia
El periódico tiene sus orígenes como el Nashville Whig, un periódico semanal cuyo primer número se publicó el 1 de septiembre de 1812. Fue fundado por los dos hermanos Moses y Joseph Norve para entregar un periódico semanal en lo que entonces era Nashville, que tenía una población de alrededor de 1200 habitantes. En total, hubo 14 adquisiciones y fusiones antes de que se formara el Nashville Tennessean en 1907.
La primera edición del Nashville Tennessean se emitió el domingo 12 de mayo de 1907. El periódico fue fundado por el coronel Luke Lea, un abogado y político de 28 años. En ese momento ya había dos periódicos establecidos en Nashville: el Nashville American, un diario de 1894 a 1910, y el Nashville Banner, que existió desde 1876 hasta 1998.
En 1910, los editores del Nashville Tennessean compraron una participación mayoritaria en el Nashville American y publicaron un artículo conjunto llamado The Tennessean American. Como el periódico ya no podía sostenerse en 1911, se suspendió. Algunos exempleados luego formaron el Nashville Democrat, que luego fue adquirido por el Nashville Tennessean en 1913.
En 1931, Luke Lea y su hijo fueron acusados de tener un papel en la Gran Depresión. Lea fue sentenciado a 22 meses de prisión en 1933. El Nashville Tennessean tuvo que declararse en quiebra. La empresa fue puesta bajo la supervisión del gobierno; nueve editores encabezados por el fideicomisario designado por un tribunal federal, Littleton J. Pardue, un abogado de Ashland City, asumieron el cargo. El periódico rápidamente ganó circulación, pero continuó escribiendo en números rojos.
En 1935, la Reconstruction Finance Corporation compró una gran parte de los bonos en circulación del periódico. En algún momento los vendió a Paul Davis, presidente del First American National Bank of Nashville. Todavía afectado por los problemas financieros, el periódico se vendió en una subasta el 7 de abril. Vendido en enero de 1937 por 850 000 $ a Silliman Evans Sr., ex-corresponsal en Washington del periódico de Texas Fort Worth Star-Telegram. Evans Sr. había construido una reputación como un corresponsal metropolitano influyente. En ese momento la tirada era de 76 275.
Silliman Evans Sr. asumió el cargo de director editorial el 17 de agosto. En solo 55 días, logró sacar el periódico a la luz. Evans se asoció con el entonces editor de Nashville Banner, James Stahlmann, para consolidar ambas oficinas del periódico en las nuevas oficinas en 1100 Broadway. Evans, Sr. también fundó Newspaper Printing Corporation. Como parte de la cooperación, el Nashville Tennessean se vio obligado a suspender su edición vespertina y el Nashville Banner se vio obligado a suspender la publicación de su edición dominical. El acuerdo duró desde 1937 hasta el 20 de febrero de 1998, cuando Nashville Banner dejó de circular por completo. Aunque los periódicos compartían edificio y personal, todos tenían propietarios y orientaciones diferentes.
El 2 de junio de 1955, Silliman Evans Jr. asumió la presidencia del periódico. Cuando su padre murió repentinamente el 26 de junio de un infarto, fue elegido editor. En 1961, Silliman Evans Jr. mismo murió de un infarto a la edad de 36 años. Su madre se hizo cargo de la propiedad del Nashville Tannessean y unos meses más tarde su hermano Amon Carter Evans se convirtió en director ejecutivo. En 1962, John Seigenthaler fue hecho editor del Nashville Tannessean.
En 1972, el periódico pasó a llamarse The Nashville Tennessean a The Tennessean.
En 1972, Gannett Corporation adquirió el Nashville Banner de la familia Stahlmann. En 1979, el periódico se vendió a un grupo de inversores por 25 millones de dólares. Además, Gannett compró el Tennessean de la familia Evans por unos 50 millones de dólares. Seigenthaler se convirtió en director ejecutivo, editor y editor del Tennessean, ahora propiedad de Gannett Corporation.
Según el historiador E. Thomas Wood, el Tennessean bajo Seigenthaler tenía una orientación liberal. Seigenthaler dejó su cargo en 1991.
El periódico se puso en línea en septiembre de 1998.

## Distribución
El periódico se distribuye en 39 condados del centro de Tennessee y 8 condados del sur de Kentucky.
The Tennessean es el periódico de circulación más grande y antiguo de Nashville y el segundo más grande de Tennessee. Aparece los siete días de la semana. El periódico se especializa en noticias locales, deportes, negocios, trabajos y eventos. La tirada diaria es de 95 311, la edición dominical tiene una tirada de 212 839.